# Giovanni de Foresta
Pour les autres membres de la famille, voir famille de Foresta.
Giovanni De Foresta, né le 29 août 1799 à Villefranche-sur-Mer et mort le 14 février 1872 à Bologne, est un jurisconsulte et homme politique italien, qui fut député de Nice au parlement du royaume de Sardaigne au XIXe siècle et ministre de la Justice.

## Biographie
Né le 29 août 1799 à Villefranche-sur-Mer, Giovanni de Foresta appartient à une famille originaire de Diano Castello en Ligurie, qui vint vint se fixer à Villefranche-sur-mer au XVIe siècle.
Simple assesseur en 1824, il est élu membre du Conseil communal de Nice en 1849 et député au parlement du royaume de Sardaigne siégeant à Turin en 1850. Il devient avocat, député de Nice en 1850, ministre de la Justice du royaume de Sardaigne en 1852 et 1855, sénateur en 1855 puis premier président à la Cour d'appel de Bologne.
Il reçut le titre héréditaire de comte par décret du roi Victor-Emmanuel du 25 novembre 1862. 
Il meurt en 1872, à l'âge de 82 ans et est inhumé cimetière du Monastère de Cimiez à Nice.
Son fils, le comte Adolfo de Foresta (1826-1890), fut procureur général de Cour d'appel.